# Store Hørbyhøj
Store Hørbyhøj er en bakke i Hørbylunde, ca. 10 km. sydvest for Silkeborg.
Store Hørbyhøj er 131 meter over havet og 36 m. over terræn. Som på mange andre høje i Danmark, er det også her lagt en gravhøj fra yngre stenalder eller bronzealder. Gravhøjen er 2,25 meter høj. Fratrukket denne bliver Store Hørbyhøjs naturlige højde knapt 129 m.o.h. Det er gravet i gravhøjen, stedet har vært brugt til militære formål.
Toppen danner grænse mellem kommunerne Ikast-Brande i vest og Silkeborg i øst. Højen ligger et stykke nede på listen over de højeste punkter i Danmark, der er 5,6 kilometer til nærmeste højere punkt, som er i Brande Krat.
I 1895 var der på toppen en militær signalstation bestående af et skur af lyngtørv og en signalstang.
I 2017 var voksede der eg, bøg, gran, græs, lyng og tyttebær på gravhøjen på toppen.